# Dragon Ball Daima
Dragon Ball Daima (japonês: ドラゴンボールDAIMA, Hepburn: Doragon Bōru Daima) é uma série de televisão japonesa de anime produzida pela Toei Animation. É a sexta obra televisiva animada da franquia Dragon Ball e a segunda e última a ser escrita pelo criador da franquia, Akira Toriyama, que faleceu em março de 2024. Com um enredo situado após os eventos de Dragon Ball Z e antes dos eventos de Dragon Ball Super, a série foi ao ar na Fuji TV e Crunchyroll de outubro de 2024 a fevereiro de 2025.

## Enredo
Dragon Ball Daima apresenta uma história situada entre os eventos de Dragon Ball Z e Dragon Ball Super. Após a derrota do malvado Majin Boo, Gomah, o novo Rei Supremo do Reino dos Demônios, utiliza as Esferas do Dragão para transformar Goku e seus amigos em versões mais jovens de si mesmos, a fim de impedir que eles representem uma ameaça para ele. Goku, Shin, Vegeta, Piccolo e Bulma recebem a ajuda dos demônios Glorio e Panzy, que se opõem a Gomah, em uma jornada pelos três mundos do Reino dos Demônios para reunir as Dragon Balls nativas e reverter o desejo de Gomah.

## Elenco
| Personagem  | Voz original                                | Dublagem                      |
| ----------- | ------------------------------------------- | ----------------------------- |
| Goku        | Masako Nozawa                               | Úrsula Bezerra (Goku pequeno) |
| Goku        | Masako Nozawa                               | Wendel Bezerra (Goku adulto)  |
| Shin        | Yumiko Kobayashi (pequeno)                  | Luiz Henrique Amorim          |
| Shin        | Shinichiro Ohta (adulto)                    | Luiz Henrique Amorim          |
| Glorio      | Koki Uchiyama                               | Ítalo Luiz                    |
| Panzy       | Fairouz Ai                                  | Beatriz Singer                |
| Rei Gomah   | Showtaro Morikubo                           | Marcelo Salsicha              |
| Degesu      | Junya Enoki                                 | Olavo Cavalheiro              |
| Dr. Arinsu  | Yoko Hikasa                                 | Patt Souza                    |
| Vegeta      | Yuda Mino (pequeno)                         | João Vitor Mafra (pequeno)    |
| Vegeta      | Ryō Horikawa (adulto)                       | Alfredo Rollo (Adulto)        |
| Piccolo     | Tomohiro Yamaguchi                          | Bruno Casemiro                |
| Bulma       | Mai Nakahara (pequena)                      | Tânia Gaidarji (Adulta)       |
| Bulma       | Aya Hisakawa (adulta)                       | Tânia Gaidarji (Adulta)       |
| Kuririn     | Aki Kanada (pequeno)                        | Yuri Chesman (pequeno)        |
| Kuririn     | Mayumi Tanaka (adulto)                      | Fábio Lucindo (Adulto)        |
| Chi-Chi     | Ai Kakuma                                   | Bruna Quinto                  |
| Mestre Kame | Nobuaki Kanemitsu                           | Vyni Takahashi                |
| Trunks      | Tsubasa Yonaga (pequeno)                    | Leo Brandão                   |
| Trunks      | Takeshi Kusao (adulto)                      | Leo Brandão                   |
| Goten       | Masako Nozawa                               | Lorenzo Tironi                |
| Gohan       | Masako Nozawa                               | Vagner Fagundes               |
| Dende       | Erina Gotō (pequeno)                        | Lorenzo Tarantelli (pequeno)  |
| Dende       | Aya Hirano (adulto)                         | Rodrigo Andreatto (adulto)    |
| Mr. Satan   | Tōru Sakurai                                | Caio Quinto                   |
| Sr. Popo    | Kimiko Saitō (pequeno)                      | Lorenzo Galli                 |
| Sr. Popo    | Yasuhiko Kawazu (adulto)                    | César Marchetti               |
| Kibito      | Yūsuke Handa (pequeno) Shin Aomori (adulto) | Lorenzo Tarantelli            |
| Majin Boo   | Shiho Amuro (pequeno)                       | Wellington Lima               |
| Majin Boo   | Kōzō Shioya (adulto)                        | Wellington Lima               |
| Yamcha      | Ryōta Suzuki                                | Márcio Araújo                 |
| Neva        | Hiroshi Naka                                | Walter Cruz                   |
| Babidi      | Bin Shimada                                 | Ivo Roberto                   |
| Dabura      | Ryūzaburō Ōtomo                             | Luiz Carlos de Moraes         |

## Produção
A Toei Animation anunciou durante seu painel na Comic Con de Nova York, em 12 de outubro de 2023, que um novo anime intitulado Dragon Ball Daima seria lançado no outono de 2024. O criador de Dragon Ball, Akira Toriyama, esteve "profundamente envolvido além de sua capacidade usual" e foi creditado, no teaser trailer, como responsável pela obra original, história e design de personagens. Um comunicado à imprensa também o creditou pela criação de designs para muitos dos veículos, monstros e personagens de fundo, além de ter criado o título. Toriyama enviou uma mensagem ao painel explicando que, embora "DAIMA" seja um termo inventado, ele é escrito em japonês como "大魔". Akio Iyoku, produtor executivo da franquia Dragon Ball, afirmou que a série estava em desenvolvimento há cinco anos, mas o título foi decidido há menos de um mês. Ele também disse que Toriyama "elaborou toda a história", que Iyoku descreveu como tendo "um forte senso de aventura e muita ação".
Em novembro de 2023, a edição de janeiro de 2024 da revista V Jump anunciou os principais membros da equipe de Dragon Ball Daima e confirmou que Masako Nozawa reprisaria seu papel como Goku. Yoshitaka Yashima (diretor de animação de Dragon Ball Super) e Aya Komaki (diretora de One Piece) atuam como diretores do anime, enquanto Yūko Kakihara (Urusei Yatsura) é creditada pela composição da série e pelo roteiro. Katsuyoshi Nakatsuru, que já havia trabalhado em Dragon Ball, Dragon Ball Z e Dragon Ball GT, adaptou os designs de personagens de Toriyama para a animação.
Um segundo trailer focado em Goku foi lançado como parte do evento Dragon Ball Games Battle Hour, em 28 de janeiro de 2024. Ilustrações de personagens criadas por Toriyama para o anime, incluindo alguns novos personagens, foram exibidas durante a transmissão ao vivo do evento. Toriyama faleceu em 1º de março de 2024. Uma semana depois, a mensagem que ele enviou ao Tokyo Anime Awards Festival 2024, em aceitação do prêmio por Conjunto da Obra, foi exibida publicamente no evento. Nela, ele revelou que Dragon Ball Daima foi originalmente planejado para ser uma série de anime original sem seu envolvimento, "mas, à medida que dava conselhos aqui e ali, acabei me envolvendo profundamente no projeto sem perceber."

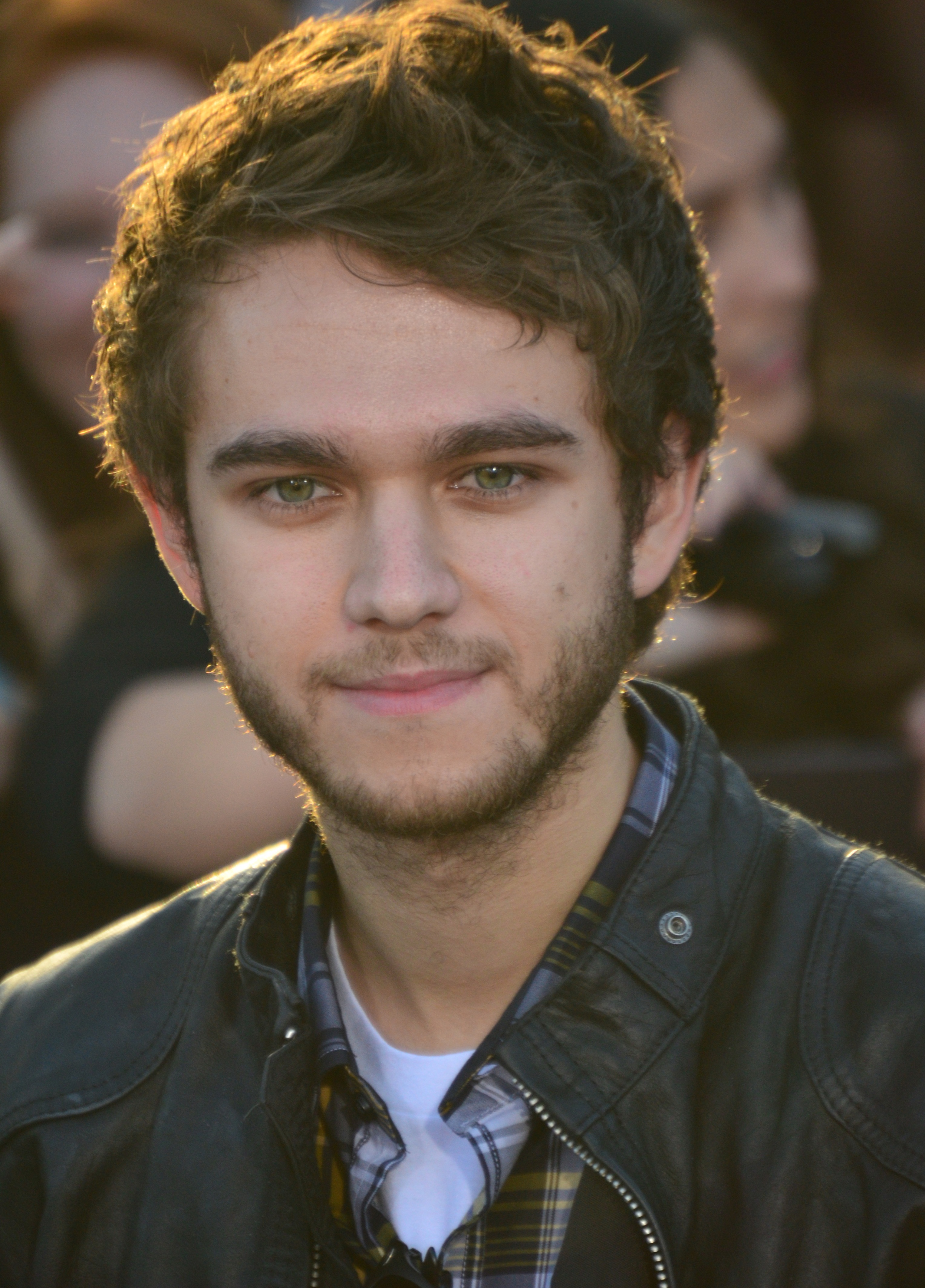
Dj Zedd é o produtor das músicas de abertura e encerramento de Dragon Ball Daima

Um visual chave com múltiplos personagens e o slogan "Bem-vindo à Grande Aventura!" e um terceiro trailer foram lançados em 19 de julho, revelando que o show estrearia em outubro. Em 2 de setembro, a Fuji TV anunciou os detalhes da transmissão, incluindo a data de estreia em 10 de outubro, e que todos os episódios já estavam finalizados. Dois dias depois, um quarto trailer e um segundo visual chave, apresentando mais dois personagens do que o primeiro visual e mudando o slogan para "Bem-vindo ao Reino dos Demônios!", foram divulgados. O trailer revelou os membros do elenco Yumiko Kobayashi como Kaioshin, Koki Uchiyama como Glorio e Fairouz Ai como Panzy, e também deu uma prévia da música tema do show. Os papéis de Showtaro Morikubo como Gomah, Junya Enoki como Degesu e Yoko Hikasa como Dr. Arinsu foram anunciados pelo site oficial da franquia em 10 de setembro. Daima será a primeira produção a não contar com Tōru Furuya no papel de Yamcha, já que foi anunciado em 4 de outubro que ele seria substituído por Ryōta Suzuki.

### Música
O tema de abertura da série é "Jaka Jaan" (ジャカ☆ジャ〜ン, Jaka Jān), produzido pelo DJ e produtor alemão Zedd, em parceria com a dupla vocal japonesa C&K. Zedd foi convidado para compor a música, que usa instrumentais de seu single Out of Time, pois é um fã declarado de Dragon Ball, e as letras foram escritas por Yukinojo Mori, que já escreveu várias músicas para a franquia. Mori comentou que, embora estivesse preocupado em escrever para a franquia novamente, Toriyama trouxe um novo entusiasmo ao mudar o foco de "batalha" para "aventura". Keen, da dupla C&K, é creditado como co-compositor da música. O tema de encerramento é "Nakama", de Zedd, com a participação da cantora nipo-americana Ai. Zedd compôs novamente a música, enquanto Ai escreveu a letra.

## Lançamento

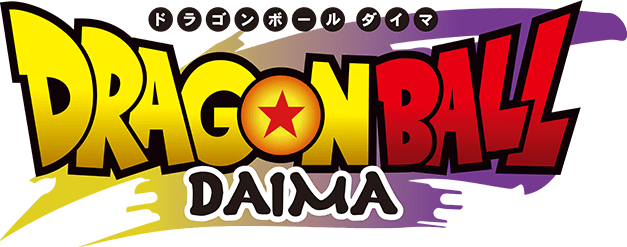
Logotipo do anime

Dragon Ball Daima teve sua estreia mundial no Tokyo Big Sight em 6 de outubro de 2024, durante o evento Dragon Ball Daimatsuri, que comemorou o 40º aniversário do mangá original. O primeiro episódio foi exibido três vezes ao longo do dia, com a presença de membros do elenco nas duas primeiras sessões. A série começou sua transmissão televisiva na Fuji TV em 11 de outubro de 2024, sendo exibida às sextas-feiras, às 23h40, em um novo bloco de programação de animes. O primeiro episódio teve dez minutos a mais que o normal.
A Crunchyroll transmite a série mundialmente, exceto para o Leste Asiático, Europa e Oriente Médio, desde 11 de outubro de 2024. O Hulu também disponibilizou a série no mesmo dia nos Estados Unidos, enquanto a Netflix a transmite na Ásia desde 14 de outubro e globalmente desde 18 de outubro. No Brasil, a série também está disponível na plataforma Max desde 18 de outubro.
No Brasil, os 3 primeiros episódios de Dragon Ball Daima serão lançados nos cinemas pela Paris Filmes no dia 6 de fevereiro de 2025. O lançamento também marcará a estreia da dublagem em português do anime.

## Resumo da série
| Temporada | Temporada | Saga  | Episódios | Episódios | Originalmente exibido | Originalmente exibido   |
| Temporada | Temporada | Saga  | Episódios | Episódios | Estreia da temporada  | Final da temporada      |
| --------- | --------- | ----- | --------- | --------- | --------------------- | ----------------------- |
|           | 1         | Daima | 20        | 20        | 11 de outubro de 2024 | 28 de fevereiro de 2025 |

## Episódios
| N.º | Título                                                                      | Dirigido por    | Storyboard por    | Direção de animação | Exibição original       |
| --- | --------------------------------------------------------------------------- | --------------- | ----------------- | --- | ----------------------- |
| 1 | "Conspiração" Transliteração: "Inbō" (em japonês: インボウ)                 | Aya Komaki      | Yoshitaka Yashima | Takeo Ide Chikashi Kubota (chefe) | 11 de outubro de 2024   |
| Após a morte de Dabura, Gomah se torna o novo Rei Supremo do Reino dos Demônios. Ele e Degesu, o irmão mais novo do Supremo Kaioshin Shin, observam os acontecimentos da batalha contra Majin Buu. A Dra. Arinsu, irmã de Shin e Degesu, se junta a eles para perguntar a Gomah se ele continuará fornecendo recursos para suas pesquisas, assim como Dabura fazia. Ela sugere a ideia de usar as Esferas do Dragão para rejuvenescer os guerreiros que enfrentaram Buu, tornando-os menos ameaçadores para o Reino dos Demônios. Como as Esferas do Dragão do Reino dos Demônios são protegidas por criaturas robóticas chamadas Tamagami, Gomah, Degesu e Neva – um Namekuseijin criador dessas Esferas – decidem ir ao Templo de Kami. Ao deixarem o Reino dos Demônios, descobrem que Arinsu visitou a Terra em algum momento. No Templo de Kami, Neva usa seu poder para reunir as Esferas do Dragão da Terra. Dende tenta impedi-los, mas é nocauteado por Degesu. Enquanto isso, os Guerreiros Z e seus aliados comemoram o nono aniversário de Trunks na Corporação Cápsula. Degesu invoca Shenlong, e Gomah deseja que os guerreiros que lutaram contra Buu sejam transformados em crianças. |                                                                             |                 |                   | |                         |
| 2 | "Glorio" Transliteração: "Gurorio" (em japonês: グロリオ)                   | Kazuya Karasawa | Yoshitaka Yashima | Naoko Yamaoka Yūya Takahashi (chefe) | 18 de outubro de 2024   |
| Os guerreiros Z e seus amigos são transformados em crianças pelo desejo de Gomah, enquanto aqueles que já eram crianças se tornam bebês. Gomah leva o bebê Dende como refém e retorna com seu grupo para o Reino dos Demônios. Sentindo uma perturbação no Observatório de Kami, Shin e Kibito se teleportam até lá com Goku e Piccolo e encontram um jovem Mr. Popo, que explica o que aconteceu. Como mortais geralmente não podem entrar no Reino dos Demônios, Shin localiza sua antiga nave, que o trouxe à Terra antes do despertar de Buu, embora seu abandono tenha a tornado inutilizável. Prometendo consertá-la em dez dias, Vegeta e Bulma são levados ao Observatório para iniciar os reparos. Alguns dias depois, outra nave chega do Reino dos Demônios, mas seu ocupante, um demônio chamado Glorio, deseja impedir Gomah em nome de seu líder e pede ajuda a Goku. Recém-recuperado de seu Bastão Mágico para lutar, já que não está acostumado ao alcance de seu corpo pequeno, Goku aceita e é acompanhado por Shin, enquanto Vegeta e os outros guerreiros Z ficam esperando até que os reparos de Bulma estejam completos. |                                                                             |                 |                   | |                         |
| 3 | "Daima" Transliteração: "Daima" (em japonês: ダイマ)                        | Takao Kiriyama  | Yoshitaka Yashima | Kozue Komatsu Miyako Tsuji (chefe) | 25 de outubro de 2024   |
| Glorio, Shin e Goku voam para um planeta próximo chamado Batapi. Lá, eles encontram um Senhor do Warp, uma entidade enorme semelhante a um peixe que age como portal entre o Reino Demoníaco e os universos conhecidos. Glorio insere a senha para viajar, embora Shin não consiga transmiti-la telepaticamente a Kibito antes de ser teleportado. O grupo aparece no portão de acesso ao Reino Demoníaco, que é dividido em três mundos, e entram no Mundo 3. Glorio explica que a viagem entre os mundos só é possível através dos Senhores do Warp, após os túneis de acesso que conectavam os três reinos terem sido selados com magia. Ele mora no Mundo 3, mas trabalha no Mundo 1, onde está localizado o reino de Gomah. Após pousar a nave na superfície, Goku e Shin percebem que o ambiente é semelhante ao da Terra, embora o ar esteja pesado devido aos gases expelidos pelos vulcões locais. O trio também descobre que a área é extremamente hostil, já que tanto os habitantes tribais quanto os moradores das cidades provocam ataques sem aviso. Depois de derrotar um grupo de bandidos em um restaurante em uma cidade próxima, o grupo descansa em uma pousada. No entanto, na manhã seguinte, a nave de Glorio é roubada pelos bandidos. |                                                                             |                 |                   | |                         |
| 4 | "Tagarela" Transliteração: "Oshaberi" (em japonês: オシャベリ)              | Kan Murakami    | Yoshitaka Yashima | Yuuichi Hamano Naota Shintani (chefe) | 1 de novembro de 2024   |
| Sem uma nave, Glorio, Shin e Goku continuam sua jornada a pé, pois a densa atmosfera torna o voo muito cansativo. O destino deles é o palácio do Terceiro Rei do Mundo dos Demônios, que enviou Glorio à Terra em busca de Goku. Enfrentando monstros pelo caminho, o grupo faz uma pausa em uma loja de chá medicinal para descansar. Lá, eles adquirem um medicamento semelhante aos Feijões Senzu, uma erva que faz os usuários passarem por um processo de Fusão, e uma semente em forma de foguete para viagens de longa distância. Após utilizarem a semente, o grupo aterrissa a apenas meio dia de distância do palácio. No entanto, ao perceberem que cada mundo no Reino dos Demônios possui uma Esfera do Dragão que pode ser conquistada ao derrotar seu guardião guerreiro Tamagami, Goku convence Glorio a buscar a Esfera do Dragão mais próxima depois de chegarem ao castelo do Terceiro Rei, que fica perto de onde começaram. Precisando de um descanso, o grupo encontra uma cidade próxima, onde os capangas de Gomah, conhecidos como Gendarmaria, impõem pesados impostos sobre os cidadãos, exigindo ouro sob a ameaça de reduzir anos de suas vidas. Goku intervém para derrotar os capangas após uma jovem demônio interromper a opressão, questionando em seguida quais são as intenções de Goku. |                                                                             |                 |                   | |                         |
| 5 | "Panzy" Transliteração: "Panji" (em japonês: パンジ)                        | Yūichi Tsuzuki  | Yoshitaka Yashima | Naoki Murakami & Koji Watanabe Yuya Takahashi (chefe) | 8 de novembro de 2024   |
| A jovem demônio, que se identifica como Panzy, acompanha o grupo enquanto continuam sua jornada, ainda curiosa sobre quem são e quais são suas intenções. Ela se descreve como inventora e demonstra seu conhecimento sobre o Terceiro Mundo, ajudando a orientar o grupo e exibindo suas habilidades mágicas, algo que ela diz ser comum entre os Demônios Majin. Enquanto isso, Gomah planeja criar Dende para que ele possa fazer novas Esferas do Dragão para ele. O grupo chega ao palácio, o Castelo Kadan, onde é revelado que Panzy é a princesa. Goku e Shin são apresentados ao pai de Panzy, o Rei Kadan, e explicam a situação sobre sua aparência jovem, o sequestro de Dende e a intenção de derrotar Gomah usando as três Esferas do Dragão do Reino dos Demônios. Para demonstrar sua força, Goku derrota os guerreiros do palácio, conquistando a confiança de Kadan. Enquanto se preparam para partir, Kadan encarrega um de seus atendentes, Hybis, de trazer os Z-Warriors restantes da Terra. Ao embarcarem em uma nave, Panzy convence seu pai a deixá-la ir também, enquanto Shin alerta Goku de que Glorio pode estar escondendo suas verdadeiras intenções. No entanto, pouco depois de decolarem, o motor da nave falha e eles caem no chão. |                                                                             |                 |                   | |                         |
| 6 | "Raio" Transliteração: "Inazuma" (em japonês: イナヅマ)                     | Gaku Yano       | Gaku Yano         | Takumi Yamamoto | 15 de novembro de 2024  |
| Panzy admite que o motor da nave parou porque sua bagagem excedeu o limite de peso. Enquanto ela conserta o motor, Goku se esconde atrás de um arbusto para fazer suas necessidades. Membros da Gendarmaria, que buscam vingança contra Goku, aparecem procurando por ele, mas os outros convencem-nos de que ele não está ali e eles vão embora. O motor é consertado e eles decolam, deixando parte da bagagem para trás. Shin explica que Degesu e Arinsu são seus irmãos que permaneceram no Reino dos Demônios devido às suas ambições. Quando montam acampamento e dormem, Glorio secretamente entra em contato com Arinsu, revelando para quem ele realmente trabalha. Um minotauro ataca o grupo enquanto dormem, com a intenção de comê-los. Goku e Glorio discutem sobre quem deve lutar contra ele e decidem lutar juntos, ignorando o minotauro. Glorio iguala a força de Goku e usa magia para liberar ataques elétricos, embora acabe se rendendo quando Goku se transforma em Super Saiyan. Assustado com o poder de Goku, o minotauro foge. Enquanto isso, Bulma termina de reparar a nave de Shin, permitindo que Vegeta, Piccolo e Kibito tentem ir ao Reino dos Demônios, mas a nave desliga instantaneamente e cai após percorrer apenas alguns metros. |                                                                             |                 |                   | |                         |
| 7 | "Colar" Transliteração: "Kubiwa" (em japonês: クビワ)                       | Ryûta Kawahara  | Ryûta Kawahara    | Naoko Yamaoka | 22 de novembro de 2024  |
| Bulma percebe que a nave está sem combustível, o qual só pode ser encontrado no Reino dos Demônios. Lamentando a falta de opções, Hybis chega repentinamente e leva Vegeta, Piccolo e Bulma ao Reino dos Demônios, enquanto Kibito fica para cuidar do Observatório. A Gendarmaria detém o grupo de Goku, e Panzy suspeita que tenham rastreado seu colar, que todos os cidadãos do Terceiro Mundo devem usar. Goku utiliza a Transmissão Instantânea para evitar a detecção, mas um dos guardas suspeita que Panzy seja a jovem que interrompeu os impostos da cidade, forçando o grupo a lutar e derrotar a Gendarmaria. A nave deles fica danificada na luta, então eles roubam uma nave da Gendarmaria para se disfarçar. Shin deduz que o colar de Panzy foi projetado por Arinsu e o destrói, libertando-a, além de revelar que seu nome de nascimento é Nahare. O Rei Kadan instrui Hybis a levar seus novos convidados até o grupo de Goku, justo quando eles chegam ao acampamento Tamagami. Um dos locais e Panzy tentam dissuadir Goku de lutar contra ele, dizendo que todo desafiante perdeu, mas ele desafia o monstro mesmo assim, para conquistar a Esfera do Dragão |                                                                             |                 |                   | |                         |
| 8 | "Tamagami" Transliteração: "Tamagami" (em japonês: タマガミ)                | Kazuya Karasawa | Kazuya Karasawa   | Kozue Komatsu | 29 de novembro de 2024  |
| A multidão observa, maravilhada, enquanto Goku e o Tamagami lutam, ambos igualmente fortes. Goku usa o Super Saiyan e quebra o martelo de guerra do Tamagami. Após lançar um Kamehameha e um golpe como Super Saiyan 2, o Tamagami se rende, mas diz que, para ganhar a Esfera do Dragão, Goku deve encontrá-la em um jogo de cascas. Goku percebe que o Tamagami jogou a Esfera do Dragão fora, em vez de colocá-la na taça, ganhando o desafio. Enquanto a multidão celebra, Glorio entra em contato com Arinsu e a informa sobre o sucesso deles, antes de seguirem para o Segundo Mundo. Em outro lugar, Gomah e Degesu revisam as filmagens da Explosão de Expiamento Final de Vegeta contra Buu e notam Arinsu ao fundo, recolhendo alguns dos resíduos regenerativos de Buu. Arinsu visita Marba, a bruxa que criou Buu, que está trabalhando em uma nova criatura usando os resíduos de Buu como ingrediente. Arinsu adiciona sua saliva para fazer a criatura leal e revela seu plano de derrubar Gomah e governar o Reino dos Demônios, com a coleta das Esferas do Dragão de Goku como seu plano de contingência. Kadan entra em contato com Hybis, Bulma, Vegeta e Piccolo para contar sobre a conquista de Goku e orientá-los a se encontrar com eles no Senhor do Espaço-Tempo. |                                                                             |                 |                   | |                         |
| 9 | "Ladrões" Transliteração: "Touzoku" (em japonês: トウゾク)                  | Takao Kiriyama  | Takao Kiriyama    | Shun Sawai & Hiroyuki Honda Yūya Takahashi (chefe) | 6 de dezembro de 2024   |
| O grupo de Goku fica em um hotel, mas dois ladrões roubam a Esfera do Dragão. Panzy havia colocado um dispositivo de rastreamento na bolsa, permitindo que Goku e Glorio encontrassem e derrotassem os ladrões. Kadan liga para Panzy para informá-los que o grupo de Hybis os encontrará no Senhor do Espaço-Tempo. Em um restaurante, Vegeta espanca alguns bandidos, mas eles se retaliam roubando a nave de Hybis, o que faz Hybis pedir a Panzy para resgatá-los. No castelo de Gomah, ele e Degesu descobrem que Goku e seus amigos estão no Reino dos Demônios e ficam chocados ao saber que eles já possuem uma Esfera do Dragão. Goku e seu grupo se encontram com seus amigos e Hybis, mas percebem que a nave não pode acomodar todos, o que leva Panzy a ligar para Kadan para providenciar outra nave antes que o grupo de Goku parta. Os bandidos atacam novamente, buscando vingança, mas Vegeta e Piccolo os derrotam e os fazem devolver a nave de Hybis. Em outro lugar, Marba termina sua nova criatura, Majin Kuu. Para testar sua força, Arinsu ordena que Kuu derrote o Tamagami do Primeiro Mundo e pegue sua Esfera do Dragão, o que a criatura entende. |                                                                             |                 |                   | |                         |
| 10 | "Oceano" Transliteração: "Unabara" (em japonês: ウナバラ)                   | Kan Murakami    | Yoshitaka Yashima | Kaori Saitô Naohiro Shintani | 13 de dezembro de 2024  |
| Kuu desafia o Tamagami do Primeiro Mundo pela sua Esfera do Dragão, mas mostra-se incapaz de vencê-lo e desiste, decepcionando Arinsu. Em outro lugar, o grupo de Goku passa pelo Senhor do Espaço-Tempo até o Segundo Mundo, onde são imediatamente atacados pela Gendarmaria. Goku derrota-os rapidamente, mas uma besta subaquática chamada Kraken arrasta a nave deles para a água, embora Panzy consiga salvar a Esfera do Dragão a tempo. Gomah e Degesu assistem tudo em um monitor e ficam chocados com o poder de Goku, ordenando que toda a Gendarmaria se reúna no Primeiro Mundo. Hybis, Bulma, Vegeta e Piccolo chegam ao Segundo Mundo, onde Goku os avisa sobre o Kraken antes de todos se encontrarem no planeta natal dos Nameks, nas proximidades. Shin conta ao grupo sobre a situação dos Nameks, seu passado, como os múltiplos universos foram criados por um Majin chamado Rymus, a criação dos Kais Supremos e que o antigo Rei Supremo Abura, predecessor tirano de Dabura, forçou a espécie de Shin, os Glind, a fugir do Reino dos Demônios. Ele também revela que as cinco árvores das quais os Glind nascem morreram, impossibilitando a reprodução deles. Quando se preparam para partir, o grupo é abordado por Neva. |                                                                             |                 |                   | |                         |
| 11 | "Lenda" Transliteração: "Densetsu" (em japonês: デンセツ)                   | Yūichi Tsuzuki  | Yoshitaka Yashima | Koji Watanabe & Hiromi Ishigami Takeo Ide (chefe) | 20 de dezembro de 2024  |
| Neva finge ser senil, mas Piccolo percebe a farsa, e então ele confessa sua participação em ajudar Gomah a transformar todos em crianças, garantindo que Dende está seguro. Ele também revela que foi ele quem criou os Tamagamis antes de convencer o grupo a levá-lo com eles, pois as Esferas do Dragão exigem a língua Namekiana para funcionar, algo que nenhum deles sabe falar. Enquanto isso, Arinsu e Kuu retornam a Marba e criam uma nova criatura, possivelmente mais instável, Majin Duu, a quem Kuu trata como seu irmão. Após alimentá-lo com chocolate, Duu desafia o Tamagami do Primeiro Mundo e é forte o suficiente para lutar de igual para igual com ele. O grupo de Goku chega ao Tamagami do Segundo Mundo, e Vegeta o desafia. Observando tudo em um monitor, Gomah e Degesu ficam chocados com o poder de Vegeta. O Tamagami derruba Vegeta na água, onde um kraken de repente o engole inteiro, aterrorizando todos. |                                                                             |                 |                   | |                         |
| 12 | "A Verdadeira Força" Transliteração: "Sokodjikara" (em japonês: ソコヂカラ) | Kazuya Karasawa | Kazuya Karasawa   | Yuuichi Hamano Yūya Takahashi & Emiko Miyamoto (chefes) | 27 de dezembro de 2024  |
| Vegeta se liberta do kraken, mas é forçado a se transformar em Super Saiyan 2. Em outro lugar, Duu continua derrotando o Tamagami do Primeiro Mundo, mas exige mais chocolate antes de continuar. Kuu lhe dá alguns, e então Duu encerra rapidamente a luta. Para ganhar a Esfera do Dragão, o Tamagami rapidamente mostra vários números e desafia Duu a somá-los. Embora nem Duu nem Arinsu consigam acompanhar os números, Kuu sussurra a resposta correta para Duu, que a recita e ganha a Esfera do Dragão. Gomah e Degesu assistem a isso em um monitor e questionam as intenções de Arinsu. Enquanto isso, vendo que Vegeta e o Tamagami estão igualmente equilibrados, Neva discretamente sobrecarrega o Tamagami, que então derruba Vegeta. Quando ele recobra a consciência, Vegeta se transforma em Super Saiyan 3 e rapidamente supera o Tamagami, forçando-o a se render. Para ganhar a Esfera do Dragão, o Tamagami apresenta um problema de lógica sobre um indivíduo dando biscoitos antes de perguntar a Vegeta quantos a cobra da história comeu no final. Percebendo que cobras não comem biscoitos, Vegeta ganha a Esfera do Dragão ao responder "zero". Enquanto o grupo segue em direção ao Primeiro Mundo dos Demônios, Gomah diz a Degesu que eles devem tomar medidas drásticas. |                                                                             |                 |                   | |                         |
| 13 | "Surpresa" Transliteração: "Sapuraizu" (em japonês: サプライズ)             | Aya Komaki      | Aya Komaki        | Shuntarō Mura & Koji Watanabe Naoko Yamaoka (chefe) | 10 de janeiro de 2025   |
| Como último recurso, Gomah ordena que Degesu desative todos os Warp Lords, aparentemente prendendo Goku e seus amigos no Segundo Mundo dos Demônios. Simultaneamente, o avião de Goku sofre um pouso forçado após uma nova falha no motor. Enquanto Bulma e Panzy realizam os reparos, os outros exploram os arredores quando Neva percebe de repente que eles pousaram em um pequeno planeta de jungle bioluminescente, habitado por gigantes monstruosos, pressionando para que os reparos sejam rápidos. Eles descobrem isso quando um exército de grandes hamsters os ataca, mas principalmente quando uma criança demoníaca nativa gigante e seu cachorro de estimação começam a andar em direção à nave. Enquanto a criança se senta em uma plataforma próxima, o cachorro fareja o grupo, forçando os lutadores a distraí-lo enquanto Bulma e Panzy terminam os reparos. Uma vez finalizados, todos embarcam na nave, exceto Goku, Vegeta e Piccolo, que continuam distraindo não apenas o cachorro, mas também a criança, que começa a bater neles, acreditando que são insetos. Ao se transformar em Super Saiyan, Goku mantém a criança afastada antes de voar para longe com a nave e os outros, enquanto todos refletem sobre os muitos mistérios que os Mundos Demoníacos oferecem. |                                                                             |                 |                   | |                         |
| 14 | "Tabu" Transliteração: "Tabū" (em japonês: タブー)                          | Aya Komaki      | Yuuko Kakihara    | Yoshitaka Yashima | 17 de janeiro de 2025   |
| Enquanto Panzy liga para seu reino para relatar o progresso, Degesu reúne um grupo de elite da Gendarmerie conhecido como a Força Gendarmerie. Embora ele não se impressione com a natureza cômica deles, Gomah os ordena para proteger seu palácio de Goku e seu grupo, caso consigam ultrapassar o Warp Lord desativado, embora a Força não se preocupe ao ouvir que os invasores são crianças. Ao descobrir que o Warp Lord está inativo, Goku usa seu Bastão Mágico para testar os túneis de acesso bloqueados, sendo eletrocutado até desmaiar. Neva intervém e abre magicamente os túneis que separam os três mundos, explicando que ele os criou para proteger o Segundo Mundo dos Demônios contra os arrogantes do Primeiro Mundo e os valentões do Terceiro Mundo. Enquanto isso, a Força Gendarmerie encontra Kuu e Duu em uma loja de conveniência, fazendo amizade com eles ao comprar chocolate. A turbulência extrema ao viajar para o Primeiro Mundo dos Demônios força o grupo de Goku a abandonar a nave ao entrar em sua atmosfera. Quando Gomah descobre sobre a chegada deles, ordena que todos os seus homens ataquem enquanto o grupo tenta escapar. |                                                                             |                 |                   | |                         |
| 15 | "Terceiro Olho" Transliteração: "Sādoai" (em japonês: サードアイ)           | Aya Komaki      | Yuuko Kakihara    | Yoshitaka Yashima | 24 de janeiro de 2025   |
| O grupo de Goku inicialmente luta contra o grande número de Gendarmerie, mas consegue se defender após se reorganizar. No vídeo de sua transmissão, Gomah percebe que a fivela do cinto de Hybis contém o artefato lendário chamado o Terceiro Olho, também conhecido como o Tertian Occulus. Um flashback revela que Abura, pai de Dabura, possuía o Terceiro Olho, que amplificava seu poder, até que Dabura contratou alguém para roubá-lo. O ladrão o escondeu no Terceiro Mundo dos Demônios antes de ser morto por um nativo, e foi aí que Hybis o encontrou e o prendeu em sua fivela. De volta ao presente, o grupo de Goku chega ao palácio de Gomah, onde mais Gendarmerie os aguardam. Enquanto estão cercados, uma mulher demoníaca se aproxima de Hybis e tenta seduzi-lo para pegar o cinto, mas embora ele recuse, acaba trocando o cinto pelo chapéu grande dela. O grupo de Goku fica preso por tanques até que Kadan e suas forças chegam e viram o jogo. Gomah não acredita que os Gendarmerie perderam, mas Degesu garante que a Força Gendarmerie não pode ser derrotada, antes de lançar um olhar suspeito. Enquanto isso, Arinsu sorri e diz que seu plano está funcionando. |                                                                             |                 |                   | |                         |
| 16 | "Degesu" Transliteração: "Degesu" (em japonês: デゲス)                      | Ryuta Kawahara  | Yuko Kakihara     | Tadayoshi Yamamuro & Shun Sawai Yūya Takahashi | 31 de janeiro de 2025   |
| Após a vitória no pátio do castelo, o grupo de Goku encontra a Força Gendarmerie na porta de entrada. Vegeta derrota facilmente os Gendarmerie, deixando-os amarrados e fora de combate. Goku, Vegeta, Shin e Piccolo entram sozinhos no castelo em busca de Dende, sem saber que Panzy também os segue, e encontram Degesu tentando fugir em uma nave com Dende nos braços. Revelando seus próprios planos para derrubar Gomah, Degesu ameaça Dende, a menos que lhe seja permitido escapar. No entanto, Degesu se distrai quando Glorio aparece e joga o novo chapéu de Hybis nele, permitindo que Piccolo o derrote e Panzy resgate Dende. Com Degesu sob custódia de Kadan, o grupo de Goku segue para os Tamagami, que revela que já perdeu a Dragon Ball. Arinsu então chega com seus dois Majin e confirma que a Dragon Ball está em sua posse. Dentro do castelo, a mulher demoníaca que trocou o chapéu pelo Terceiro Olho encontra Gomah, que a recompensa com tesouros e a faz ajudá-lo a inserir o olho em sua testa, o que faz com que ele cresça em força e tamanho. |                                                                             |                 |                   | |                         |
| 17 | "Gomah" Transliteração: "Gomā" (em japonês: ゴマー)                         | Kazuya Karasawa | Kazuya Karasawa   | Koji Watanabe & Shuntarō Mura Takeo Ide (chefe) | 7 de fevereiro de 2025  |
| Shin pede as esferas do dragão a Arinsu, mas ela recusa, desejando usar seu desejo para fortalecer o Reino Demoníaco, de modo que ele possa dominar os universos externos. Para tomar controle das esferas do dragão, ela propõe um duelo um a um com Duu, onde Goku se oferece para lutar. Eles batalham de forma equilibrada, trocando golpes, até que Gomah interrompe a luta em sua forma gigante. Usando o Terceiro Olho, ele organiza telecineticamente as pedras flutuantes ao redor de sua fortaleza em uma arena e os desafia. Vegeta tenta um ataque surpresa, mas é facilmente derrotado por Gomah, mesmo ao usar o Super Saiyan. Goku, Piccolo, Shin e Glorio entram para ajudar, mas Gomah os supera sem esforço, fazendo com que Goku, sem querer, deixe cair sua bolsa de medicamentos. Mesmo com Arinsu oferecendo seus dois Majins e Neva ordenando que os Tamagami ajudem, eles ainda não são páreo para a força aprimorada de Gomah. Usando sua telecinese, Gomah captura Goku e tenta derrotá-lo, mas Duu e os Tamagami interceptam, dando a Goku tempo para se libertar utilizando o Super Saiyan 3. |                                                                             |                 |                   | |                         |
| 18 | "Despertar" Transliteração: "Mezame" (em japonês: メザメ)                   | Kan Murakami    | Aya Komaki        | Kaori Saitô & Mikio Fujiwara Tadayoshi Yamamuro | 14 de fevereiro de 2025 |
| Goku e Gomah trocam golpes intensamente, inspirando Duu a ajudar o primeiro. Kuu lança um grande biscoito de chocolate para Duu, aumentando seu poder e fazendo-o imitar a aparência de Goku com cabelo longo. Os dois lutam bem juntos até que o "barato de açúcar" de Duu passe, e ele é substituído pelo Tamagami, embora agora em desvantagem de poder. Quando Gomah derruba Goku, ele começa a carregar um ataque final, mas Neva usa sua magia para dar mais poder a Goku, permitindo que ele se transforme em Super Saiyan 4. Fortalecido, Goku começa a superar Gomah, e com o apoio dos outros lutadores, lança uma devastadora Kamehameha. Após aparentemente ser derrotado, Gomah retorna, muito maior do que antes, e usa a magia do Terceiro Olho para prender Goku e drenar sua energia. Glorio então recebe uma ligação de Arinsu, pedindo para ele trazer as Dragon Balls. Ele faz isso e, revelando ter aprendido a língua Namekiana, invoca uma variação vermelha do dragão Porunga. Arinsu então ordena que Glorio diga a Porunga que deseja se tornar a Suprema Rainha Demoníaca. Um Glorio conflictuado pede um desejo não especificado a Porunga, que o concede. |                                                                             |                 |                   | |                         |
| 19 | "Traição" Transliteração: "Uragiri" (em japonês: ウラギリ)                  | Kazuya Karasawa | Kazuya Karasawa   | Yuuichi Hamano Tadayoshi Yamamuro & Yūya Takahashi | 21 de fevereiro de 2025 |
| Contra a ordem de Arinsu, Glorio usa o desejo para restaurar os corpos de Goku e seus amigos. Enquanto as Dragon Balls se dispersam, Vegeta luta primeiro contra Gomah, enquanto Arinsu demite Glorio. Emparceirado com Gomah em sua forma base, Vegeta imediatamente se transforma em Super Saiyan 3 e começa a derrotar Gomah. Envergonhado pela sua suposta traição, Glorio volta para Goku e seus amigos, que o recebem de braços abertos. O ataque de Vegeta termina com um enorme Final Flash, mas o Terceiro Olho continua curando Gomah de seus ferimentos. Goku, Piccolo e até mesmo Arinsu analisam as habilidades do Terceiro Olho, fazendo com que a última envie Kuu para recuperar um livro sobre itens mágicos. Descobrindo que o Terceiro Olho pode ser descolado com três golpes consecutivos na parte de trás da cabeça, Arinsu passa essa informação para Goku e seus amigos. Bulma segura um Vegeta exausto, permitindo que Goku, e secretamente Piccolo, ataquem Gomah com esse plano em mente. Semelhante à sua luta contra Buu, Goku exibe as formas de Super Saiyan antes de surpreender a todos ao se transformar novamente em Super Saiyan 4. |                                                                             |                 |                   | |                         |
| 20 | "Máximo" Transliteração: "Zenkai" (em japonês: ゼンカイ)                    | Aya Komaki      | Aya Komaki        | Tadayoshi Yamamuro, Yūya Takahashi, Chikashi Kubota, Takumi Yamamoto, Shuntarō Mura, Koji Watanabe, Shun Sawai, Kozue Komatsu, Naoko Yamaoka, Emiko Miyamoto, Takeo Ide & Osamu Ishikawa Katsuyoshi Nakatsuru | 28 de fevereiro de 2025 |
| Goku inicia sua batalha contra Gomah em sua transformação de Super Saiyajin 4. Os dois trocam golpes enquanto Piccolo aguarda uma abertura, mas Gomah usa a magia do Terceiro Olho para se curar dos ataques de Goku e contra-atacar. Quando a luta parece chegar a um impasse, Goku começa a carregar um Kamehameha, e Gomah responde com sua própria rajada de energia poderosa. Após um breve confronto de feixes, o Kamehameha de Goku atravessa Gomah e rompe a barreira entre os Mundos Demoníacos, sob o olhar atento dos Tamagami. Enfraquecido, Gomah cai no chão, e Piccolo avança, acertando-o duas vezes. No entanto, Gomah consegue se curar rapidamente e repele Piccolo. Em seguida, ele usa o poder do Terceiro Olho para atacar todos ao redor, lançando várias pessoas para longe. Em meio à confusão, Majin Kuu utiliza o livro de itens mágicos para atingir Gomah três vezes, removendo o Terceiro Olho e enfraquecendo-o. Glorio então pisa sobre o olho, destruindo-o, enquanto Arinsu e Marba selam Gomah e Degesu por 99 anos. Após a batalha, Arinsu é indicada para se tornar a nova Suprema Rei Demônio, mas recusa o cargo. No lugar dela, Majin Kuu é escolhido, já que derrotou o rei anterior. Como novo governante, Kuu nomeia Arinsu como sua Vice-Suprema Rei Demônio e seleciona outras figuras importantes, como o Rei Kadan, Glorio e Neva, como ministros. Ele também sugere que Goku e seus aliados se tornem ministros, mas eles recusam e decidem partir. No caminho de volta, eles fazem uma parada em uma loja de remédios no Terceiro Mundo Demoníaco. Bulma examina os insetos disponíveis e decide comprar os Beaut Bugs devido às suas propriedades rejuvenescedoras. No entanto, Panzy e Goku descobrem que a loja possui dois Terceiros Olhos, e o comerciante revela que apenas um foi vendido há muito tempo, deixando todos surpresos. |                                                                             |                 |                   | |                         |